# خوسيه باروسو بيمنتل
خوسيه باروسو بيمنتل (بالبرتغالية: José Barroso Pimentel‏) هو محامي وسياسي برازيلي، ولد في 16 أكتوبر 1953 في البرازيل. حزبياً، نشط في حزب العمال البرازيلي. انتخب عضو مجلس النواب البرازيلي ‏ وانتخب عضو مجلس الشيوخ من البرازيل عن دائرة Ceará ‏ وقد انضم خلال فترته النيابية ‏  للكتلة البرلمانية حزب العمال البرازيلي.